# 小林利雄
小林 利雄（こばやし としお、1921年3月28日 - 2007年4月29日）は、日本の広告プロデューサー・テレビ映画製作者。かつて存在した日本の広告代理店・宣弘社の元代表取締役社長・元取締役会長。静岡県出身。
戦後に大陸から復員し、父が創業した社を継いで2代目社長となり、宣弘社を屋外・交通広告主力の広告代理店に育て、「駅広告の小林」「ネオンの小林」「銀座のネオンを支配する男」と異名を取った。また国産初のテレビ映画『月光仮面』を企画制作したことで知られる。

## 略歴
- 高等小学校卒業後、東京に出ていた父親に誘われ上京[1]。夜間学校に通いながら、広告会社「告天社」に給仕として務める[1]。
- 1940年、法政大学商業学校（後の法政大学高等学校）を卒業。
- 1941年12月、父の経営する中村宣弘社（のちの宣弘社、1955年に改称）に入社。
- 1945年3月、召集を受け中国大陸へ出兵[1]。重機関銃隊に配属される[1]。
- 1946年4月、現在の内蒙古より佐世保へ復員。
- 1948年12月、中村宣弘社代表取締役に就任。同月、東京駅の改札ドームに武田薬品のネーム入り巨大クリスマスツリーを設置、話題となる。
- 1950年代、当時まだ橋の存在した数寄屋橋を中心に、マツダビルディングに東芝（水銀灯照明）、ソニー（ネオンサイン電光ニュース）、丸善石油（ネオンサイン）、不二家フランスキャラメル（看板）とすべて小林が手がけ、「銀座の夜を明るくした男」とも呼ばれた。
- 1958年2月24日、TBSで『月光仮面』の放映を開始。最高視聴率68%を記録するほどの爆発的人気を博す。
- 1960年、日本のスポンサーを香港に連れて行き、ネオンサインを設置。以来、シンガポール、ニューヨーク、バンコクなどにも進出。
- 1960年に放送開始した『快傑ハリマオ』では、香港、タイ、カンボジアなどで日本のテレビ映画史上初の海外ロケを敢行。
- 1977年3月29日、『事件(秘)お料理法』が低視聴率で終了。テレビ映画の制作から撤退を余儀なくされる。
- 2001年、社長職を小林隆吉（アド・ギア取締役相談役）に譲り、会長になるも、翌2002年、宣弘社はサントリーに買収された（のち電通アドギア）。新会社サン宣弘社では顧問に就任（後に退任）。
- 2007年4月29日、腎不全により死去。享年87（86歳没）。

## 人物
父親は婿養子であり、「小林」は母方の姓である。父親の姓は「中村」であり、宣弘社の当初の名称「中村宣弘社」もこれに由来する。弟は宣弘社副社長の小林正尚。
復員時に焼け野原となった東京を見て呆然とするが、アメリカの写真誌に掲載されていたタイムズスクエアのネオンを見て、廃墟と化した日本に「明るい光を与えたい」と思い、ネオン事業へとつながっていった。
ゴルフが趣味で、土日は必ず顧客とのゴルフを入れていた。始めたきっかけは仕事のためであったが、シングルの腕前となった。宣弘社が製作した特撮テレビ番組『スーパーロボット レッドバロン』第23話・第24話に登場する敵ロボット・スカイシャークは、小林の趣味にちなんでゴルフクラブとゴルフボールを武器としており、現場では「利雄ロボット」と呼ばれていた。同作でのゴルフのシーンは小林がフォームを指導した。
モノづくりに情熱を注ぎ、明るく楽しい作風を好んだ。そのため、『怪奇大作戦』のようなダークな雰囲気の作品は好まなかったという。

## 著書
- アイデアの旅：屋外広告、テレビを主題として（ダヴィッド社）1959年

## 参考書籍
- 岩佐陽一 編『シルバー仮面・アイアンキング・レッドバロン大全―宣弘社ヒーローの世界』双葉社、2001年8月10日。ISBN 978-4575292626。
- 加藤文『電光の男』（文藝春秋） 2003年12月。ISBN 4163224408
- 佐々木守『ネオンサインと月光仮面 宣弘社・小林利雄の仕事』（筑摩書房） 2005年6月。ISBN 4480818251
- フォトニクルシリーズ（デジタルウルトラプロジェクト）
  - DVD『スーパーロボット レッドバロンフォトニクル』 2014年12月。発売元-デジタルウルトラプロジェクト DUPJ-130
  - DVD『宣弘社フォトニクル』 2015年9月。発売元-デジタルウルトラプロジェクト DUPJ-133